# Valdivienne
Valdivienne är en kommun i departementet Vienne i regionen Nouvelle-Aquitaine i västra Frankrike. Kommunen ligger i kantonen Chauvigny som tillhör arrondissementet Montmorillon. År 2022 hade Valdivienne 2 728 invånare.

## Befolkningsutveckling
Antalet invånare i kommunen Valdivienne
| Referens: INSEE |